# Vũ Tông Phan

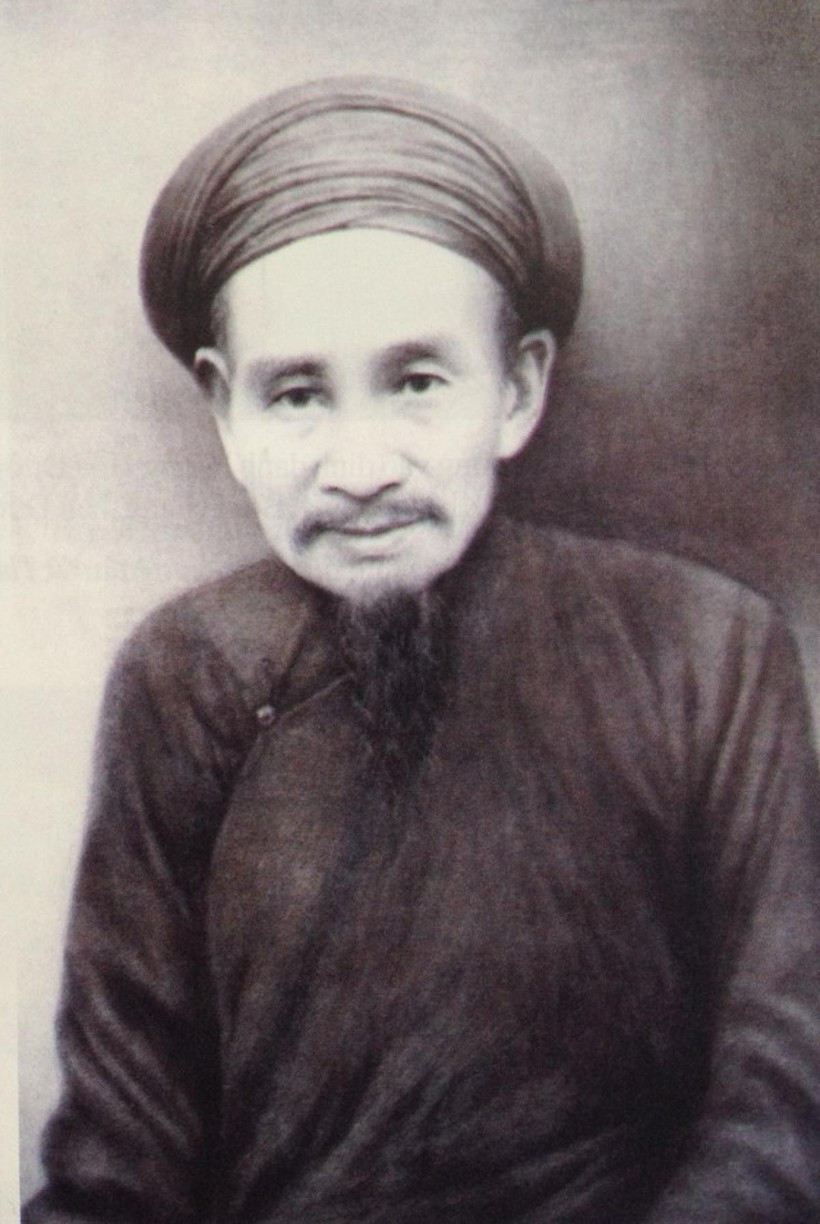
Chân dung ông Vũ Tông Phan

Vũ Tông Phan (武宗璠, 1800 - 1851), tự Hoán Phủ, hiệu Lỗ Am, Đường Xuyên, là danh sĩ, nhà giáo đời nhà Nguyễn.
Vũ Tông Phan là học trò danh sĩ Phạm Quý Thích, là bạn Cao Bá Quát, Nguyễn Văn Siêu... tại trường Tự Tháp; tục gọi là Nghè Tự Tháp. Vũ Tông Phan nguyên quán ở làng Hoa Đường, huyện Đường An sau đổi là làng Lương Ngọc, nay thuộc xã Thúc Kháng, huyện Bình Giang, tỉnh Hải Dương. Đỗ Tiến sĩ năm Bính Tuất 1826 thời Minh Mạng, ông làm Tham hiệp trấn Ninh Bình nhưng sau bị giáng làm Đốc học Bắc Ninh. Sau này, ông cáo quan về mở trường dạy học ở thôn Tự Tháp, phường Báo Thiên, huyện Thọ Xương (nay là quận Hoàn Kiếm, Hà Nội).
Trường Tự Tháp còn gọi là Trường Hồ Đình hay Trường Ông nghè Tự Tháp, nằm ở phía tây Hồ Gươm do Vũ Tông Phan sáng lập, đào tạo được nhiều nhân tài như Hoàng giáp Nguyễn Tư Giản, Hoàng giáp Lê Đình Diên, Phó bảng Phạm Hy Lượng, Cử nhân Nguyễn Huy Đức, Ngô Văn Đặng.
Các tác phẩm:
1. Tô Khê tùy bút tập
2. Lỗ An di cảo thi tập
3. Thăng Long hoài cổ
4. Kiếm hồ thập vịnh

Khoảng ba bốn trăm bài thơ, người đời sau đánh giá thơ có nhiều suy ngẫm độc đáo, triết lý, sâu sắc về thế sự; tràn ngập trong thơ là cảnh sắc thiên nhiên của đất nước; và đậm đà qua lời thơ là mối giao hòa giữa tâm hồn với tự nhiên.
Ông là người đã góp công rất lớn cho việc chấn hưng nền văn hóa Thăng Long giữa thế kỷ XIX.
Tên của ông được đặt tên cho một tuyến phố ở Hà Nội. Phố Vũ Tông Phan đi từ phố Khương Trung đến cầu Lủ, chạy ven bờ đông sông Tô Lịch và song song với đường Khương Đình. Tại Đà Nẵng có một con đường mang tên Vũ Tông Phan ở quận Sơn Trà, nối đường Vũ Đình Long và đường Trương Định. Tại Thành phố Hồ Chí Minh cũng có một con đường mang tên ông ở quận 2.